# Masset Indian Reserve 1
Masset Indian Reserve 1 (franska: Réserve indienne Masset 1) är ett reservat i Kanada.   Det ligger i North Coast Regional District och provinsen British Columbia, i den sydvästra delen av landet, 4 100 km väster om huvudstaden Ottawa.
I omgivningarna runt Masset Indian Reserve 1 växer i huvudsak barrskog. Trakten runt Masset Indian Reserve 1 är nära nog obefolkad, med mindre än två invånare per kvadratkilometer.